# Scott Avedisian

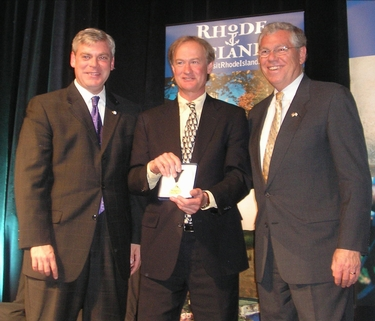
Scott Avedisian (links) zusammen mit Lincoln Chafee (Mitte) und Donald Carcieri (rechts)

Scott Avedisian (* 1965 in Warwick, Rhode Island) ist ein US-amerikanischer ehemaliger Politiker (Republikanische Partei). Von 2000 bis 2018 bekleidete er das Amt des Bürgermeisters von Warwick, Rhode Island und hatte damit die längste Amtszeit in der Geschichte der Stadt. Seit 2018 ist er Chief Executive Officer der Rhode Island Public Transit Authority.

## Leben
Avedisian besuchte öffentliche Schulen in Warwick and Washington, D.C. Er studierte am Providence College, wo er einen Bachelor erhielt und an der Roger Williams University in Bristol, Rhode Island, wo er einen Master in Public Administration erhielt. Des Weiteren absolvierte er Programme an der Harvard Kennedy School.
Ab 1990 wurde Avedisian als Republikaner insgesamt fünfmal für ersten Wahlbezirk in das Warwick City Council gewählt. Nachdem der bisherige Bürgermeister Lincoln Chafee am 2. November 1999 von Gouverneur Lincoln Almond dazu bestimmt worden war, den vakanten Sitz seines verstorbenen Vaters John Chafee im US-Senat einzunehmen, wurde Avedisian von seiner Partei als Kandidat bei der im Februar 2000 stattfindenden Nachwahl nominiert. Bei dieser konnte er sich mit 59 % zu 29 % der abgegebenen Stimmen gegen Gerald T. Gibbons, der als Council President das Amt des Bürgermeisters seit Mai 1999 ausgeübt hatte, durchsetzen. Auch die nächste reguläre Bürgermeisterwahl im November 2000 konnte Avedisian für sich entscheiden. Insgesamt wurde er noch acht weitere Male zum Bürgermeister gewählt, zuletzt 2016.
Im Mai 2018 trat Avedisian von seinem Bürgermeisteramt zurück um Chief Executive Officer der Rhode Island Public Transit Authority zu werden. Neuer Bürgermeister wurde der bisherige Council President Joseph J. Solomon. Da die nächste reguläre Bürgermeisterwahl bereits für den November desselben Jahres vorgesehen war, war anders als 2000 diesmal keine spezielle Nachwahl nötig. Solomon wurde im November mit 60 % zu 39,7 % der abgegebenen Stimmen im Amt bestätigt.
Des Weiteren war Avedisian Präsident der Rhode Island League of Cities and Towns sowie Vorsitzender des Board of Directors der Rhode Island Public Transit Authority.
Das New England Institute of Technology in Warwick verlieh ihm die Ehrendoktorwürde.